# Difenoconazool
Difenoconazool is een systemisch triazool fungicide dat wordt gebruikt voor de behandeling van een reeks plantenziekten in fruit, groenten en sierplanten, bijvoorbeeld veroorzaakt door ascomyceten, basidiomyceten en deuteromyceten. Het beïnvloedt de ergosterolbiosynthese in de schimmels door C-14 demethylering van sterolen te remmen, wat leidt tot morfologische en functionele veranderingen in het schimmelcelmembraan. Het gebruik ervan in de aardbeienteelt kan leiden tot een verlies van aroma en smaak in het fruit. De stof werd in 1989 op de markt gebracht.
Merknamen zijn Difcor (Edialux) en Quadris Gold/Bicanta/Angle (Syngenta).

## Synthese
De synthese van difenoconazol begint met de  ethervorming tussen 2,4-dichlooracetofenon met 4-chloorfenol. De gevormde ether wordt met elementair broom op de alifatische plaats gebromeerd, waarna het keton met propaan-1,2-diol in het acetaal wordt omgezet. In de laatste stap wordt het broom-atoom in een nucleofiele substitutie met 1,2,4-Triazol omgewisseld en difenoconazol verkregen..

## Eigenschappen
Difenoconazool is een witte geurloze vaste stof die praktisch onoplosbaar is in water. Het technische product is gelig met een lichtzoete geur. De verbinding is stabiel tegen fotolyse en hydrolyse bij pH-waarden van 5, 7 en 9.

Difenoconazool is een mengsel van verschillende isomere chemische verbindingen uit de groep van triazolen en conazolen. 

Synthese van Difeconazool

Door de twee stereocenters op de vijfhoekige acetaalring vormt difenoconazool een cis-trans paar en racemische diastereomeren, zodat het mengsel uit vier stereoisomeren bestaat: de (R,R)-, (S,S)-, (R,S)- en de (S,R)-vorm. De verhouding van diastereomeren na bereiding is ongeveer 60% van de cis-isomeren [(R,S)- en (S,R)-vorm] en ongeveer 40% van de trans-isomeren [(R,R)- en (S,S)-vorm].
Difenoconazool overtreft de meeste middelen in het werkingsspectrum op fytopathogenen, heeft geen nevenvertragend effect op zaailingen en elimineert hun uitdunning. Absorptie van de werkzame stof door zaden en scheuten vindt geleidelijk plaats, de schimmeldodende werking van het geneesmiddel is stabiel tijdens de meest kwetsbare fasen van de ontwikkeling van planten aan het begin van het groeiseizoen.
Difenoconazool wordt gemetabiliseerd naar 1,2,4-triazool.

## Gebruik
In de Europese Unie is de stof bij Richtlijn 2008/69/EG opgenomen in bijlage I bij Richtlijn 91/414/EEG betreffende het op de markt brengen van gewasbeschermingsmiddelen.
Eind 2025 bleek dat in verschillende Vlaamse waterwingebieden (De Blankaart, Dikkebus, Zillebeke en De Gavers) de norm voor Difenoconazool overschreden werd. De Watergroep vroeg daarom aan minister Brouns het product te verbieden in gebieden waar er West-Vlaams drinkwater wordt gewonnen. 